# Lista över Sloveniens premiärministrar
Sloveniens premiärminister, officiellt Republiken Sloveniens regeringschef (slovenska: Predsednik Vlade Republike Slovenije), är landets regeringschef. Det har varit nio innehavare av detta ämbete sedan parlamentarisk demokrati infördes år 1989 och sedan landets självständighet från Jugoslavien år 1991.
Sloveniens premiärminister nomineras av Sloveniens president efter konsultation med de politiska partierna i Sloveniens parlament. Därefter måste premiärministern väljas av parlament och ha stöd av minst en enkel majoritet. Om kandidaten inte erhåller tillräckligt stöd måste en ny kandidat nomineras av presidenten och röstas om i parlamentet inom 14 dagar. Om ingen kandidat erhåller tillräckligt med stöd efter den andra omgången stipulerar landets konstitution att presidenten måste upplösa parlamentet och utlysa nyval, om inte parlamentet bestämmer sig för att genomföra ett tredje försök. Om ingen kandidat väljs till premiärminister i den tredje omgången upplöses parlamentet automatiskt och nyval hålls. 
Eftersom premiärministern måste upprätthålla en majoritet i parlamentet för att kunna styra brukar han eller hon oftast vara ledare för det största partiet i parlamentet eller inom den styrande koalitionen. Parlamentet kan endast avsätta premiärministern genom en "konstruktiv" förtroendeomröstning, vilket betyder att premiärministern endast kan förlora en sådan om en motkandidat till premiärminister har samlat en majoritet bakom sig.
Premiärministern är ordförande i landets nationella säkerhetsråd.

## Lista
Sloveniens kristdemokratiska parti
      Liberaldemokraterna
      Nova Slovenija
      Demokratiska partiet
      Socialdemokraterna
      Frihetsrörelsen
| Nr  | Premiärminister | Premiärminister | Född-Död  | Period — Parlamentsval | Period — Parlamentsval | Parti                                   | Notering                                                                                   |
| --- | --------------- | --------------- | --------- | ---------------------- | ---------------------- | --------------------------------------- | ------------------------------------------------------------------------------------------ |
| 1   | Peterle         | Alojz Peterle   | 1948–     | 16 maj 1990            | 14 maj 1992            | Sloveniens kristdemokratiska parti      | Första premiärministern sedan republiken Sloveniens självständighet 1990 från Jugoslavien. |
| 1   | Peterle         | Alojz Peterle   | 1948–     | —                      |                        | Sloveniens kristdemokratiska parti      | Första premiärministern sedan republiken Sloveniens självständighet 1990 från Jugoslavien. |
| 2   | Janez Drnovšek  | Janez Drnovšek  | 1950–2008 | 14 maj 1992            | 3 maj 2000             | Liberaldemokraterna                     |                                                                                            |
| 2   | Janez Drnovšek  | Janez Drnovšek  | 1950–2008 | 1992, 1996             |                        | Liberaldemokraterna                     |                                                                                            |
| 3   | Bajuk           | Andrej Bajuk    | 1950–     | 3 maj 2000             | 17 november 2000       | Nova Slovenija                          |                                                                                            |
| 3   | Bajuk           | Andrej Bajuk    | 1950–     | —                      |                        | Nova Slovenija                          |                                                                                            |
| (2) | Janez Drnovšek  | Janez Drnovšek  | 1950–2008 | 17 november 2000       | 11 december 2002       | Liberaldemokraterna                     |                                                                                            |
| (2) | Janez Drnovšek  | Janez Drnovšek  | 1950–2008 | 2000                   |                        | Liberaldemokraterna                     |                                                                                            |
| 4   | Rop             | Anton Rop       | 1960–     | 11 december 2002       | 9 november 2004        | Liberaldemokraterna                     | Slovenien blir medlem i Europeiska unionen.                                                |
| 4   | Rop             | Anton Rop       | 1960–     | -                      |                        | Liberaldemokraterna                     | Slovenien blir medlem i Europeiska unionen.                                                |
| 5   | Janez           | Janez Janša     | 1953–     | 9 november 2004        | 21 november 2008       | SDS                                     | Första mandatperioden; Slovenien blir medlem i EMU.                                        |
| 5   | Janez           | Janez Janša     | 1953–     | 2004                   |                        | SDS                                     | Första mandatperioden; Slovenien blir medlem i EMU.                                        |
| 6   | Pahor           | Borut Pahor     | 1963–     | 21 november 2008       | 10 februari 2012       | SD                                      | Förlorade förtroendeomröstning i parlamentet i september 2011.                             |
| 6   | Pahor           | Borut Pahor     | 1963–     | 2008                   |                        | SD                                      | Förlorade förtroendeomröstning i parlamentet i september 2011.                             |
| (5) | Janez           | Janez Janša     | 1953–     | 10 februari 2012       | 20 mars 2013           | SDS                                     | Andra mandatperioden. Förlorade en misstroendeomröstning i parlamentet i februari 2013.    |
| (5) | Janez           | Janez Janša     | 1953–     | 2011                   |                        | SDS                                     | Andra mandatperioden. Förlorade en misstroendeomröstning i parlamentet i februari 2013.    |
| 7   | Janez           | Alenka Bratušek | 1970–     | 20 mars 2012           | 18 september 2014      | PS (till maj 2014) ZaAB (från maj 2014) |                                                                                            |
| 7   | Janez           | Alenka Bratušek | 1970–     | —                      |                        | PS (till maj 2014) ZaAB (från maj 2014) |                                                                                            |
| 8   | Cerar           | Miro Cerar      | 1963–     | 18 september 2014      | 13 september 2018      | SMC                                     |                                                                                            |
| 8   | Cerar           | Miro Cerar      | 1963–     | 2014                   |                        | SMC                                     |                                                                                            |
| 9   | Cerar           | Marjan Šarec    | 1977–     | 13 september 2018      | 13 mars 2020           | LMŠ                                     |                                                                                            |
| 9   | Cerar           | Marjan Šarec    | 1977–     | 2018                   |                        | LMŠ                                     |                                                                                            |
| (5) | Janez           | Janez Janša     | 1953–     | 13 mars 2020           | 25 maj 2022            | SDS (SDS–SMC–DeSUS)                     | Tredje mandatperioden.                                                                     |
| (5) | Janez           | Janez Janša     | 1953–     | —                      |                        | SDS (SDS–SMC–DeSUS)                     | Tredje mandatperioden.                                                                     |
| 10  | Golob           | Robert Golob    | 1967–     | 25 maj 2022            | Nuvarande              | GS (GS–SD–Levica–LMŠ–SAB)               |                                                                                            |
| 10  | Golob           | Robert Golob    | 1967–     | 2022                   |                        | GS (GS–SD–Levica–LMŠ–SAB)               |                                                                                            |